# Andreas Tünnermann
Andreas Tünnermann (* 10. Juni 1963 in Ahnsen, Niedersachsen) ist ein deutscher Physiker und Hochschullehrer. Seit 2003 leitet er das Fraunhofer-Institut für Angewandte Optik und Feinmechanik IOF in Jena und ist zudem seit 2009 Mitglied des Direktoriums des Helmholtz-Instituts Jena und des Abbe Centers of Photonics.

## Leben
Andreas Tünnermann erhielt 1988 sein Diplom in Physik an der Universität Hannover. Seine Promotion schloss er im Jahre 1992 an der Universität Hannover mit einer Arbeit zum Thema Wechselwirkung intensiver Laserstrahlung mit atomaren Gasen und Dämpfen: neue Methoden zur Realisierung kurzwelliger kohärenter Strahlung ab. Während seiner Zeit als Abteilungsleiter am Laser Zentrum Hannover (1992–1998) habilitierte er 1997 an der Universität Hannover. Seit seiner Berufung 1998 auf die W3-Professur für Angewandte Physik an der Friedrich-Schiller-Universität Jena steht er dem Institut für Angewandte Physik als Direktor vor. 2003 wurde er als Direktor des Fraunhofer-Instituts für Angewandte Optik und Feinmechanik IOF berufen und erhielt 2005 den Gottfried-Wilhelm-Leibniz-Preis. Darüber hinaus ist er seit 2009 Mitglied im Direktorium des Helmholtz-Instituts Jena und seit 2011 ist er Mitglied der acatech – Deutsche Akademie der Technikwissenschaften. Er ist zudem Gutachter für verschiedene Fachzeitschriften.
Andreas Tünnermann ist verheiratet mit Cordula Boden, Professorin für Neue Medien und Kommunikationssysteme an der FH Erfurt.

## Werk
Andreas Tünnermann forscht insbesondere an diodengepumpten Festkörperlasern mit Schwerpunkt auf Faser- und Wellenleiterlaser. In diesem Gebiet konnte er die kontinuierliche Laserausgangsleistung entscheidend erhöhen und auch die Strahlqualität ultrakurzer Signale deutlich verbessern. Zudem erreichte er große Verbesserungen in den optischen Eigenschaften von Faserlasern. Weitere Arbeitsgebiete liegen in der mikro- und nanostrukturierten Optik einschließlich photonischer Kristalle und in den linearen und nichtlinearen Wechselwirkungsprozessen zwischen Licht und Materie. Darüber hinaus forscht er in den Bereichen der Ultrakurzpulslichtquellen, Lasermaterialbearbeitung, ultraschnellen Optik, Freiformoptik, optischen Messtechniken, optischen Schichten und Optiken für extreme Wellenlängen.
Er ist Mitbegründer des Netzwerks OptoNet e.V., SPIE Fellow, Sprecher der Forschungsallianz 3Dsensation, Vorsitzender des QuNET-Lenkungskreises, Fellow der Max Planck School of Photonics, Vorsitzender des Wissenschaftlich-Technischen Rats (WTR) der Fraunhofer-Gesellschaft und Mitglied des Strategic Advisory Board des Quantum Flagship. Zudem kam es aus den von ihm geleiteten Instituten zu folgenden Ausgründungen: Quantum Optics Jena GmbH, SPACEOPTIX GmbH, ROBUST AO GmbH, m.c.d. modern camera design GmbH, GLOWWING GmbH & Co. KG, Gitterwerk GmbH, optixfab GmbH, Active Fiber Systems GmbH, microfluidic ChipShop GmbH, Grintech GmbH, Guided COLOR Technologies GmbH und unique-m.o.d.e AG.

## Auszeichnungen
- 1997: Röntgenpreis der Justus-Liebig-Universität Gießen
- 2003: Otto-Schott-Forschungspreis der Ernst Abbé Stiftung[16]
- 2004: Berthold Leibinger Innovationspreis, Berthold Leibinger Stiftung
- 2005: Gottfried-Wilhelm-Leibniz-Preis, Deutsche Forschungsgemeinschaft
- 2010: Fellow of the Optical Society of America[17]
- 2011: Verdienstorden des Freistaats Thüringen
- 2012: Thüringer Forschungspreis
- 2015: ERC-Advanced Grant[18]
- 2018: Lothar-Späth-Preis[19]
- 2018: Kaiser-Friedrich-Forschungspreis[20]
- 2024: Verdienstkreuz am Bande des Verdienstordens der Bundesrepublik Deutschland[21]

## Publikationen
Andreas Tünnermann hat eine Vielzahl von Veröffentlichungen getätigt – ein Großteil davon in international renommierten Fachzeitschriften zum Thema Optik.